# NGC 421
NGC 421 is een niet geverifieerd object in het sterrenbeeld Vissen dat beschreven wordt in de New General Catalogue. Het hemelobject werd op 12 september 1784 gelokaliseerd door de Duits-Britse astronoom William Herschel.